# فرانسيس إكس بوشمان جونيور
فرانسيس إكس بوشمان جونيور (بالإنجليزية: Francis X. Bushman Jr.)‏ مواليد 1 مايو 1903 في بالتيمور، الولايات المتحدة - الوفاة 16 أبريل 1978 في لوس أنجلوس، هو ممثل أمريكي بدأ مسيرته الفنية سنة 1920. والده هو الممثل فرانسيس إكس بوشمان.

## الأعمال
- ضيافتنا
- يعيش فيلا

## روابط خارجية
- فرانسيس إكس بوشمان جونيور على موقع IMDb (الإنجليزية)
- فرانسيس إكس بوشمان جونيور على موقع روتن توميتوز (الإنجليزية)
- فرانسيس إكس بوشمان جونيور على موقع ألو سيني (الفرنسية)
- فرانسيس إكس بوشمان جونيور على موقع تيرنر كلاسيك موفيز (الإنجليزية)
- فرانسيس إكس بوشمان جونيور على موقع أول موفي (الإنجليزية)
- فرانسيس إكس بوشمان جونيور على موقع قاعدة بيانات الأفلام السويدية (السويدية)
- فرانسيس إكس بوشمان جونيور على موقع قاعدة بيانات الفيلم (الإنجليزية)
- فرانسيس إكس بوشمان جونيور على موقع كينوبويسك (الروسية)